# Baden (Schiff, 1916)
Die Baden war das zweite Großlinienschiff der Bayern-Klasse der Kaiserlichen Marine. Sie war der letzte deutsche Linienschiffsneubau, der noch in Dienst gestellt wurde, und das letzte Flaggschiff der Hochseeflotte. Namensgebend war das Großherzogtum Baden, Namensvorgänger die Baden von 1880, ein Panzerschiff der Sachsen-Klasse.
Nachdem 1910 klar geworden war, dass das Kaliber 30,5 cm für die Hauptkanonen der Schlachtschiffe nicht mehr ausreichte, wurde bei der Bayern-Klasse ein Kaliber von 38 cm eingeführt.

## Bau
Die am 1. April 1913 mit dem Bau beauftragte Danziger Schichau-Werft legte am 20. Dezember selben Jahres unter der Baunummer 913 den Kiel für das mit dem Haushaltsnamen „Ersatz Wörth“ versehene Schiff. Acht Monate nach dem Typschiff Bayern stand der Neubau am 30. Oktober 1915 für den Stapellauf bereit. Der weitere Ausbau zog sich bis in den Oktober des Folgejahres hin. Die Gesamtkosten für das Schiff beliefen sich auf rund 49 Mio. Mark.
Die Baden unterschied sich von der Bayern durch eine etwas größere Brücke, weil sie (wie die Friedrich der Große vor ihr) von vornherein als Flottenflaggschiff geplant war und dementsprechend nicht nur ihrem eigenen Kommandanten, sondern auch einem Admiral und seinem Stab ein effizientes Führen eines Verbandes ermöglichen musste.

## Einsatz

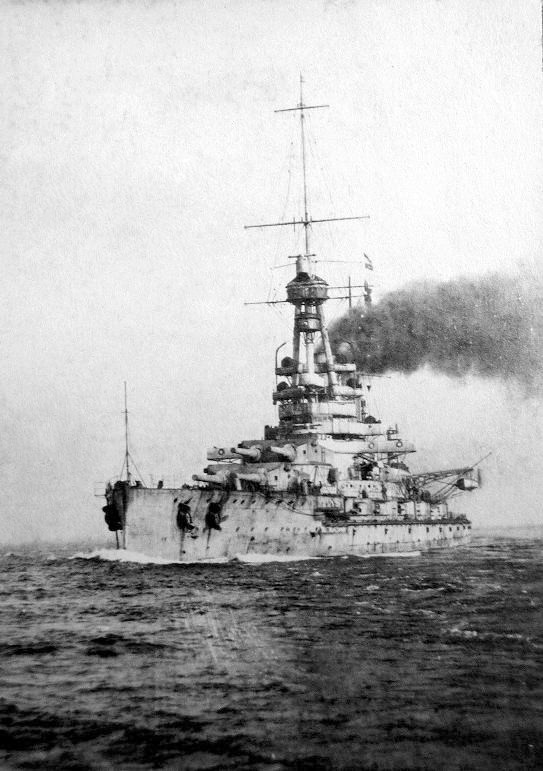
Die Baden auf See

Die Baden wurde am 19. Oktober 1916 in Dienst gestellt. Die üblichen Probefahrten sowie die Einzelausbildung konnten bis Mitte März 1917 abgeschlossen werden, so dass am 14. März der Flottenchef Admiral Reinhard Scheer vom bisherigen Flaggschiff Friedrich der Große auf die Baden umsteigen konnte, die damit zum Flaggschiff der Hochseeflotte wurde.
Das Schiff war an Übungen der Hochseeflotte in der Ostsee sowie der Linienschiffe in der Nordsee beteiligt. Während einer Rückfahrt von Helgoland im August, zu der sich Kaiser Wilhelm II. an Bord befand, kam es vor Cuxhaven zu einer leichten Grundberührung, die jedoch ohne Folgen blieb.
Nach der Skagerrakschlacht wurde der U-Boot-Krieg zum Schwerpunkt der Tätigkeit der Kaiserlichen Marine. Die Hochseeflotte wurde zur Präsenzflotte. Diese Rolle war ein Grund für die bereits im Juni 1917 aufgetretenen Unruhen und Dienstverweigerungen auf verschiedenen Schiffen der Hochseeflotte. Das Unternehmen Albion und die Finnland-Intervention schafften daher für einen Teil der Flotte eine willkommene Abwechslung. Die Baden war jedoch an beiden Unternehmungen nicht beteiligt. Erst am 23. und 24. April 1918 war die Hochseeflotte wieder in See, um einen in norwegischen Gewässern gemeldeten britischen Geleitzug zu stellen. Dieser wurde jedoch ebenso wenig angetroffen wie die Grand Fleet. Während dieser Unternehmung erlitt die Moltke eine schwere Maschinenhavarie und musste durch die Oldenburg abgeschleppt werden.
Am 7. August wurde Vizeadmiral Franz von Hipper Nachfolger des zum Chef des Admiralstabes ernannten Reinhard Scheer als Flottenchef. Kurz darauf begann das letztlich nicht zum Ende geführte Unternehmen Schlußstein. Nach der Einstellung des U-Boot-Krieges im Oktober ergab sich die Möglichkeit, die U-Boote im Rahmen der Flotte für einen letzten großen Vorstoß gegen die Küste Flanderns und die Themsemündung einzusetzen, durch den ein Zusammentreffen mit der Grand Fleet provoziert werden sollte. Befehlsverweigerungen auf verschiedenen Schiffen, besonders der Thüringen und der Helgoland, verhinderten jedoch das für den 29. Oktober vorgesehene Auslaufen der Flotte. Die Geschwader wurden in ihre Heimathäfen entlassen, wodurch am 1. November der Matrosenaufstand in Kiel die Novemberrevolution auslöste.
Bei den Waffenstillstandsverhandlungen wurde die Internierung der modernen Schiffe der deutschen Hochseeflotte gefordert. Die Baden befand sich jedoch nicht auf der von der Entente erstellten Liste. An ihrer Stelle wurde irrtümlich die Internierung des noch im Ausbau befindlichen und nicht seetüchtigen Schlachtkreuzers Mackensen gefordert. Nachdem dieser Fehler korrigiert worden war, lief die Baden am 7. Januar 1919 in Begleitung der Regensburg nach Scapa Flow. Der Kleine Kreuzer übernahm dort die überflüssig gewordenen Besatzungsmitglieder des vormaligen Flaggschiffs und brachte sie bis zum 16. Januar nach Deutschland zurück.

## Verbleib

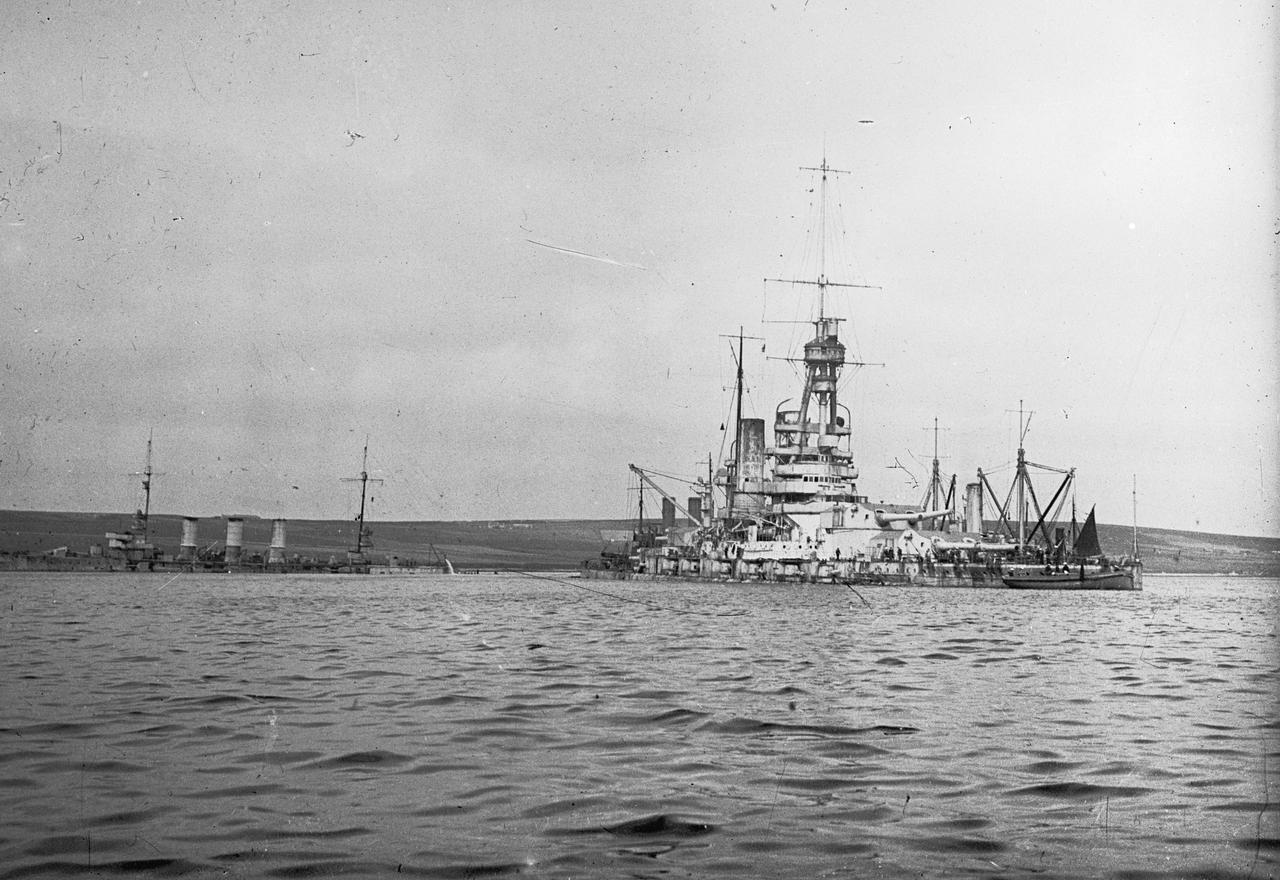
Arbeiten an der auf Grund gesetzten Baden, im Hintergrund ist die Frankfurt zu sehen

Als am 21. Juni 1919 der Befehl zur Selbstversenkung gegeben wurde, ging die Baden nur langsam unter. Den Briten gelang es daher, das Schiff nach dem Sprengen der Ankerketten in flaches Gewässer zu schleppen, wo es auf Grund sackte. Bis zum Juli wurde der Rumpf abgedichtet und leergepumpt. Britische Fachleute konnten dann das wieder schwimmfähige Schiff auf seine konstruktiven Merkmale hin untersuchen.
Die Baden wurde Großbritannien als Kriegsbeute zugesprochen. Obwohl noch immer modern und den damals besten Schiffen der Royal Navy ebenbürtig, wurde das Linienschiff nicht in die britische Flotte übernommen, sondern als Zielschiff verwendet. Am 16. August 1921 wurde die Baden bei Schießversuchen versenkt. Das Wrack liegt im Ärmelkanal südwestlich von Portsmouth in etwa 170 Metern Tiefe im Hurd’s Deep.

## Kommandanten

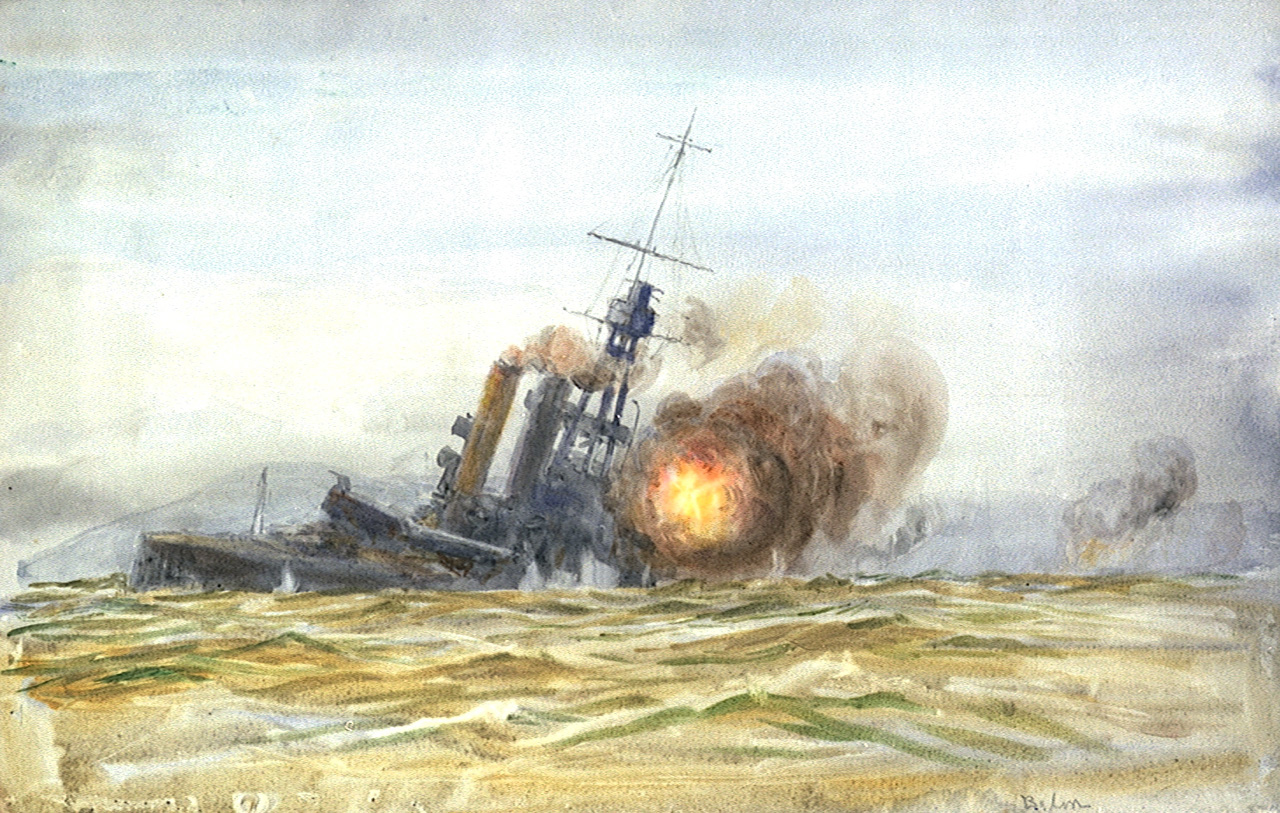
Die Baden bei der Versenkung als Zielschiff

| 19. Oktober 1916 bis 5. August 1918 | Kapitän zur See Victor Harder             |
| 24. August bis 30. November 1918    | Kapitän zur See Heinrich Retzmann         |
| 1. Dezember 1918 bis 21. Juni 1919  | Korvettenkapitän Otto Zirzow Internierung |